# Admiralty (Hong Kong)

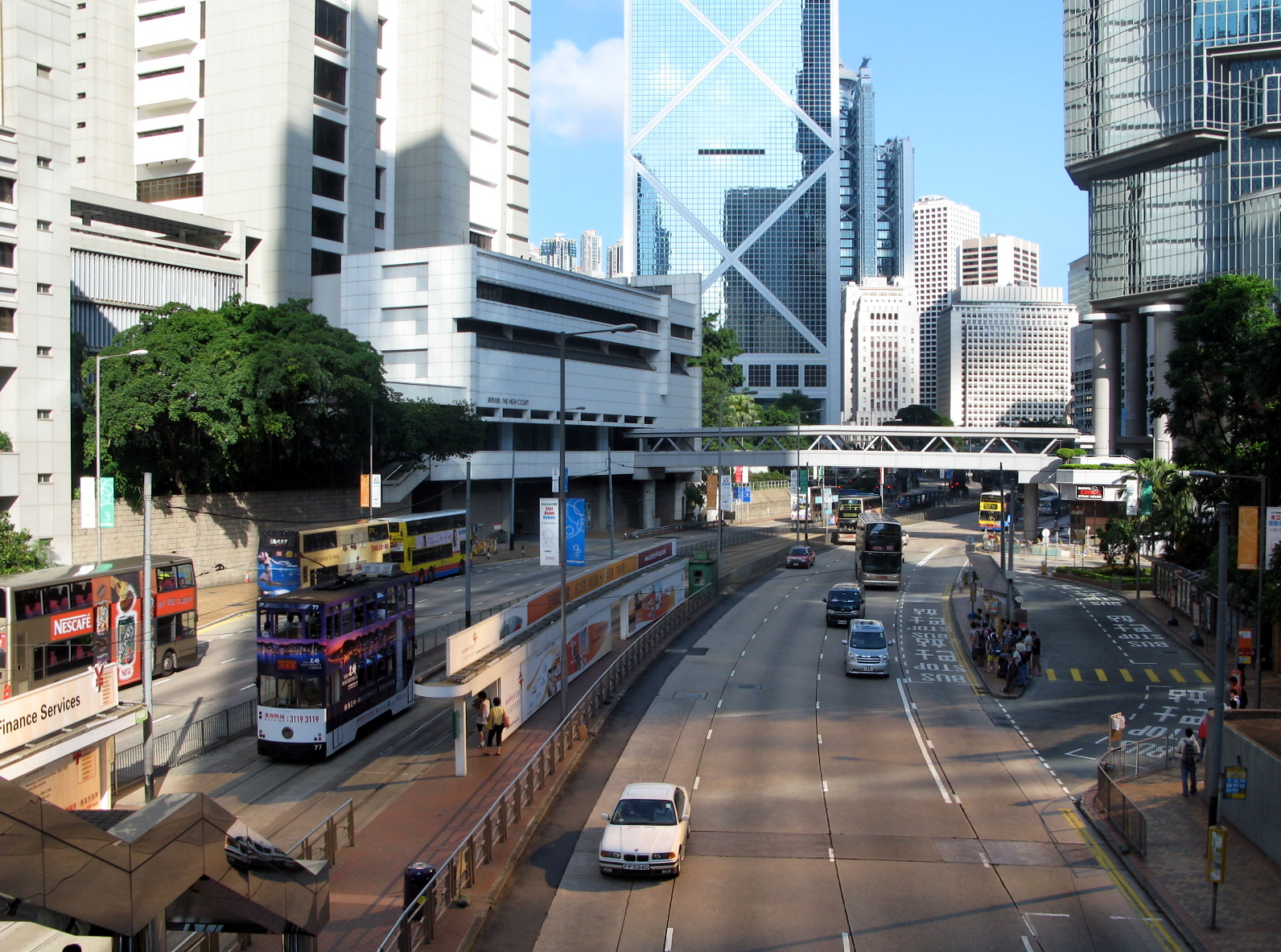
El tráfico de Queensway en Admiralty.

Admiralty es la zona este del distrito financiero de Central, en la Isla de Hong Kong, Hong Kong, China. Está situado en el este del Distrito Central y Oeste, bordeado por Wan Chai en el este y el Puerto de Victoria en el norte.  El nombre de Admiralty procede del antiguo Muelle de Admiralty que se situaba en la zona, y albergaba una base naval. Este muelle fue demolido posteriormente, cuando se ganaron tierras al mar y se construyó en el norte la base naval HMS Tamar. Su nombre (en chino tradicional, 金鐘; pinyin, 'Kam-chung'; literalmente, ‘Campana Dorada’), se refiere a la campana dorada que contenía el muelle. 

## Historia
La zona fue designada para ser militar por el Ejército Británico, quienes construyeron Wellington Barracks, Murray Barracks, Victoria Barracks y el Muelle de Admiralty en la zona.
Esta zona dividía en dos la zona urbana de la costa norte de la Isla de Hong Kong. El Gobierno de Hong Kong había intentado muchas veces conseguir los terrenos de los militares para conectar estas dos zonas, pero los militares se negaron. No fue hasta la década de 1970 cuando los terrenos fueron devueltos gradualmente al gobierno y se sustituyeron con edificios de oficinas y jardines.
La Estación de Admiralty del Metro de Hong Kong se construyó en el antiguo emplazamiento de los astilleros que se construyeron en 1878 y se demolieron en la década de 1970. Después de su finalización, la zona se hizo cada vez más conocida como Admiralty, en lugar de Central.

## Edificios importantes
Pacific Place es un complejo que contiene un centro comercial, varios hoteles y torres de oficinas. Está conectado a la Estación de Admiralty mediante un pasadizo subterráneo. Queensway Plaza es un centro comercial situado por encima de la Estación de Admiralty. Otros edificios importantes de la zona son el Consulado del Reino Unido en Hong Kong, Admiralty Centre, United Centre, Far East Financial Centre, CITIC Tower, y el Lippo Centre.
Queensway y Harcourt Road son las calles más importantes de la zona.
El Tribunal Superior y el Parque de Hong Kong se sitúan al sur de Queensway.